# 적시제출주의
적시제출주의는 당사자가 소송을 지연시키지 않도록 소송의 정도에 따라 공격방어방법을 적절한 시기에 제출하여야 한다는 원칙이다. 과거의 수시제출주의와 대비되는 개념이다.

## 목적
쟁점의 압축을 전제로 한 효율적이며 탄력적인 심리의 실현을 도모하고자 함이다. 특히 집중증거조사의 실시를 위해서는 공격방어방법이 적시에 제출될 것이 전제조건이다.

## 같이 보기
대한민국 민사소송법 제146조